# Pico do Inficionado
Pico do Inficionado är ett berg i Brasilien.   Det ligger i kommunen Mariana och delstaten Minas Gerais, i den sydöstra delen av landet, 700 km sydost om huvudstaden Brasília. Toppen på Pico do Inficionado är 2 067 meter över havet, eller 424 meter över den omgivande terrängen. Bredden vid basen är 4,0 km.
Terrängen runt Pico do Inficionado är varierad. Runt Pico do Inficionado är det glesbefolkat, med 13 invånare per kvadratkilometer..
I omgivningarna runt Pico do Inficionado växer i huvudsak städsegrön lövskog.